# Ron Underwood

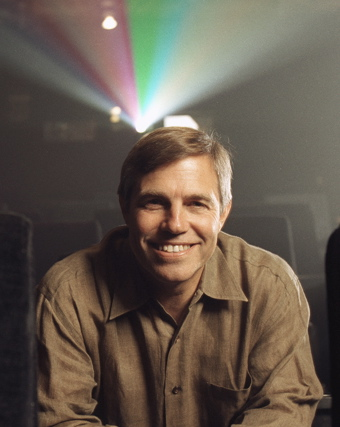
Ron Underwood, 2006

Ron Underwood (* 6. November 1953 in Glendale, Kalifornien) ist ein US-amerikanischer Regisseur.

## Leben
Underwood begann seine Karriere als Regieassistent und Fernsehregisseur. 1989 drehte er mit Tremors – Im Land der Raketenwürmer seinen ersten Kinofilm. Mit City Slickers – Die Großstadt-Helden gelang ihm der Durchbruch.
Für Pluto Nash – Im Kampf gegen die Mondmafia wurde er 2003 als schlechtester Regisseur für eine Goldene Himbeere nominiert. Seither arbeitet er hauptsächlich für das Fernsehen. Er inszenierte einige Fernsehfilme und ist als Regisseur an verschiedenen Serien beteiligt.

## Filmografie (Auswahl)
- 1987: Die Maus und das Motorrad (The Mouse and the Motorcycle, Fernsehfilm)
- 1990: Tremors – Im Land der Raketenwürmer (Tremors)
- 1991: City Slickers – Die Großstadt-Helden (City Slickers)
- 1993: 4 himmlische Freunde (Heart and Souls)
- 1994: Sprachlos (Speechless)
- 1998: Mein großer Freund Joe (Mighty Joe Young)
- 2002: Pluto Nash – Im Kampf gegen die Mondmafia (The Adventures of Pluto Nash)
- 2003: Stealing Sinatra
- 2003: Monk (Fernsehserie, 1 Episode)
- 2005: In the Mix
- 2006: Santa Baby (Fernsehfilm)
- 2007: Weihnachten in Handschellen (Holiday in Handcuffs, Fernsehfilm)
- 2009: Santa Baby 2 (Santa Baby 2: Christmas Maybe, Fernsehfilm)
- 2012–2013: The Glades (Fernsehserie, 3 Folgen)
- 2012–2018: Once Upon a Time – Es war einmal … (Once Upon a Time, Fernsehserie, 17 Folgen)
- 2016–2019: Hawaii Five-0 (Fernsehserie, 4 Folgen)
- 2018–2019: Magnum P.I. (Fernsehserie, 2 Folgen)
- 2024: Elsbeth (Fernsehserie, 2 Folgen)

## Auszeichnungen und Nominierungen
Saturn Award
- 1994: Beste Regie (Heart and Souls)- Nominierung

Daytime Emmy Award
- 1987: Special Class Directing (ABC Weekend Specials, „Runaway Ralph“) Nominierung

Peabody Award
- 1986 Peabody Award ("ABC Weekend Specials", „The Mouse and the Motorcycle“)

Goldene Himbeere
- 2003  als schlechtester Regisseur (Pluto Nash – Im Kampf gegen die Mondmafia) Nominierung

Directors Guild of America Award
- 2007: Outstanding Directorial Achievement in Children’s Programs (The Year Without a Santa Claus) Nominierung